# Alexandre Léontieff
Alexandre Léontieff (Teahupoo, ara a Taiarapu-Oest, Tahití, 20 d'octubre de 1948 - 2 de març de 2009) fou un polític de la Polinèsia Francesa
El 1970 es doctorà en ciències econòmiques a la Universitat de Rennes i a les eleccions legislatives franceses de 1986 fou elegit diputat a l'Assemblea Nacional Francesa adscrit al Reagrupament per la República (RPR). El 1987 també fou nomenat President de la Polinèsia Francesa, càrrec que va ocupar fins al 1991.
Membre de Tahoera'a Huiraatira, el 22 de gener de 1988 la va abandonar per a fundar el Te Tiarama, que a les eleccions territorials de 1991 es presentà com a part de la Unió Polinèsia. El 1995 fou arrestat sota l'acusació de corrupció, i fou condemnat a un any de presó per un tribunal de París el 18 de novembre de 1997. La sentència fou confirmada el 1999.
A proposta de Gaston Flosse, amb qui es va reconciliar el 2001, el 2004 fou nomenat president de la Caisse de Prévoyance Sociale dels Països d'Ultramar. Va morir d'un atac de cor el 2009.